# 大阪市交通局200系電車
大阪市交通局200系電車（おおさかしこうつうきょく200けいでんしゃ）は、2016年（平成28年）に登場した大阪市交通局のAGT（新交通システム）・ニュートラム南港ポートタウン線用の車両である。2018年（平成30年）4月の大阪市交通局民営化にともない、大阪市高速電気軌道（愛称:Osaka Metro）となった後も増備が続けられた。

## 概要

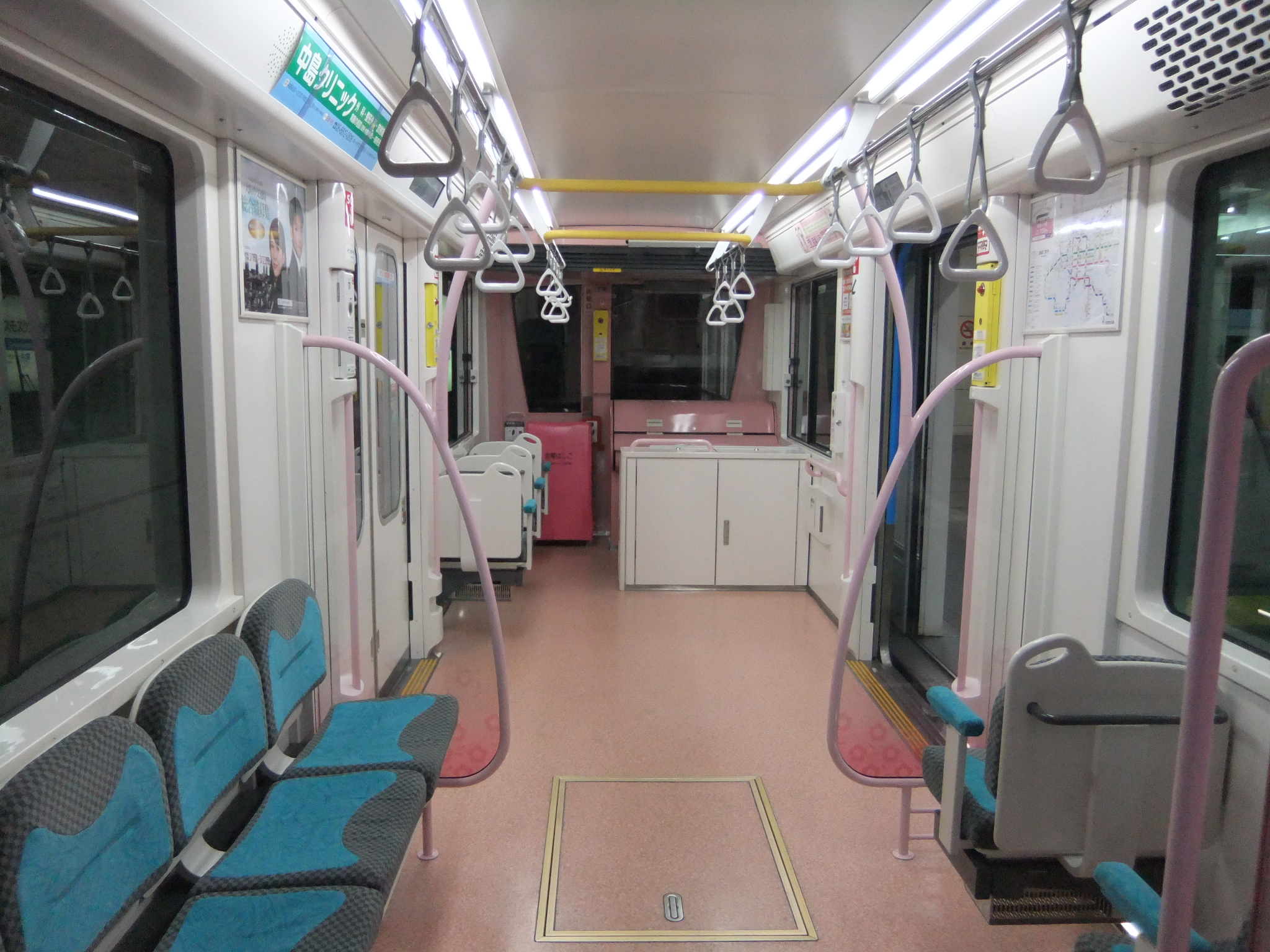
201-01車内

100A系の置き換えを目的として2015年6月に導入が発表された。2016年度中に4両×7編成が導入され、外部塗装は各編成ごとに異なる7色（導入順にブルー・イエロー・ピンク・グリーン・オレンジ・パープル・レッド）とし、内装は公園（202形・205形）と桜（200形・201形）をイメージした2種類としている。正面デザインは「遊び回る子ども」をイメージしている。なお、第08編成以降の外部塗装はランダムになっている。
2015年10月に最初の編成が南港検車場に搬入された。約半年間の検査の後、2016年3月30日には一般公募による試乗会が実施されたが、検査の遅れから、当初予定されていた本線での運行を南港検車場構内のみに変更した。
2016年6月29日より営業運転を開始した。第02編成からは前面窓が下方向に拡大されている（第01編成は量産化改造され、前面が変更された）。
交通局では、第03編成以降の色を当てるクイズ企画を実施し、編成が搬入される際に正解が発表されていた。
一部車両は前照灯がLEDである。将来の6両化に備え100系103形・104形同様、200系も203形・204形は欠番としている。また、第13編成は欠番とされている。
大阪市交通局時代にニュートラムの新型車両として投入された最後の新形式車両となった（地下鉄では30000系が最後の新形式車両）。
第14編成はOsaka Metroの発足を記念したゴールドカラー塗装となった。ただし、ニュートラムのロゴは掲出せず、民営化後に合わせて「Osaka Metro」のロゴが掲出された。第17編成と第18編成は大阪総合デザイン専門学校の生徒によるデザインでラッピングされている。第19編成以降は趣向を変えて動物をイメージしたデザインとし、第19編成はパンダ、第20編成はレッサーパンダ、第21編成はトラのデザインとなっている。
2019年までの3年間で、100A系と同数の20編成が製造された。この増備により、100A系は2019年3月22日をもって運行を終了し、ニュートラムの営業用車両は本形式に統一された。

## 編成
|                       | ← 住之江公園駅 コスモスクエア駅 → | ← 住之江公園駅 コスモスクエア駅 → | ← 住之江公園駅 コスモスクエア駅 → | ← 住之江公園駅 コスモスクエア駅 → | ← 住之江公園駅 コスモスクエア駅 → | ← 住之江公園駅 コスモスクエア駅 → | ← 住之江公園駅 コスモスクエア駅 → |
| 形式                  | 205形                             | 202形                             | 200形                             | 201形                             | 竣工                              | 車体色                            | 備考                              |
| --------------------- | --------------------------------- | --------------------------------- | --------------------------------- | --------------------------------- | --------------------------------- | --------------------------------- | --------------------------------- |
| 区分                  | Mc                                | M                                 | M                                 | Mc                                | 竣工                              | 車体色                            | 備考                              |
| 車両番号              | 205-01                            | 202-01                            | 200-01                            | 201-01                            | 2015年11月4日                     | ブルーベリー                      | 先行試作車                        |
| 車両番号              | 205-02                            | 202-02                            | 200-02                            | 201-02                            | 2016年10月7日                     | レモン                            |                                   |
| 車両番号              | 205-03                            | 202-03                            | 200-03                            | 201-03                            | 2016年11月14日                    | ピーチ                            |                                   |
| 車両番号              | 205-04                            | 202-04                            | 200-04                            | 201-04                            | 2016年12月12日                    | メロン                            |                                   |
| 車両番号              | 205-05                            | 202-05                            | 200-05                            | 201-05                            | 2017年1月19日                     | オレンジ                          |                                   |
| 車両番号              | 205-06                            | 202-06                            | 200-06                            | 201-06                            | 2017年2月16日                     | グレープ                          |                                   |
| 車両番号              | 205-07                            | 202-07                            | 200-07                            | 201-07                            | 2017年3月22日                     | アップル                          |                                   |
| 車両番号              | 205-08                            | 202-08                            | 200-08                            | 201-08                            | 2017年7月7日                      | あじさい                          |                                   |
| 車両番号              | 205-09                            | 202-09                            | 200-09                            | 201-09                            | 2017年8月10日                     | キンモクセイ                      |                                   |
| 車両番号              | 205-10                            | 202-10                            | 200-10                            | 201-10                            | 2017年9月14日                     | コスモス                          |                                   |
| 車両番号              | 205-11                            | 202-11                            | 200-11                            | 201-11                            | 2017年10月20日                    | 竹                                |                                   |
| 車両番号              | 205-12                            | 202-12                            | 200-12                            | 201-12                            | 2017年11月24日                    | さざんか                          |                                   |
| 車両番号              | 205-14                            | 202-14                            | 200-14                            | 201-14                            | 2018年3月23日                     | 稲穂                              | 民営化記念塗装                    |
| 車両番号              | 205-15                            | 202-15                            | 200-15                            | 201-15                            | 2018年5月11日                     | 藤                                |                                   |
| 車両番号              | 205-16                            | 202-16                            | 200-16                            | 201-16                            | 2018年6月12日                     | ひまわり                          |                                   |
| 車両番号              | 205-17                            | 202-17                            | 200-17                            | 201-17                            | 2018年7月12日                     | イラスト（タコ）                  |                                   |
| 車両番号              | 205-18                            | 202-18                            | 200-18                            | 201-18                            | 2018年8月22日                     | イラスト（子供）                  |                                   |
| 車両番号              | 205-19                            | 202-19                            | 200-19                            | 201-19                            | 2018年9月19日                     | パンダ                            |                                   |
| 車両番号              | 205-20                            | 202-20                            | 200-20                            | 201-20                            | 2019年2月15日                     | レッサーパンダ                    |                                   |
| 車両番号              | 205-21                            | 202-21                            | 200-21                            | 201-21                            | 2019年3月7日                      | トラ                              |                                   |
| 自重                  | 10.8t                             | 10.5t                             | 10.5t                             | 10.8t                             |                                   |                                   |                                   |
| 車内設備              |                                   |                                   |                                   |                                   |                                   |                                   |                                   |
| 定員 （）内は座席定員 | 40                                | 43                                | 43                                | 40                                |                                   |                                   |                                   |

各色の編成
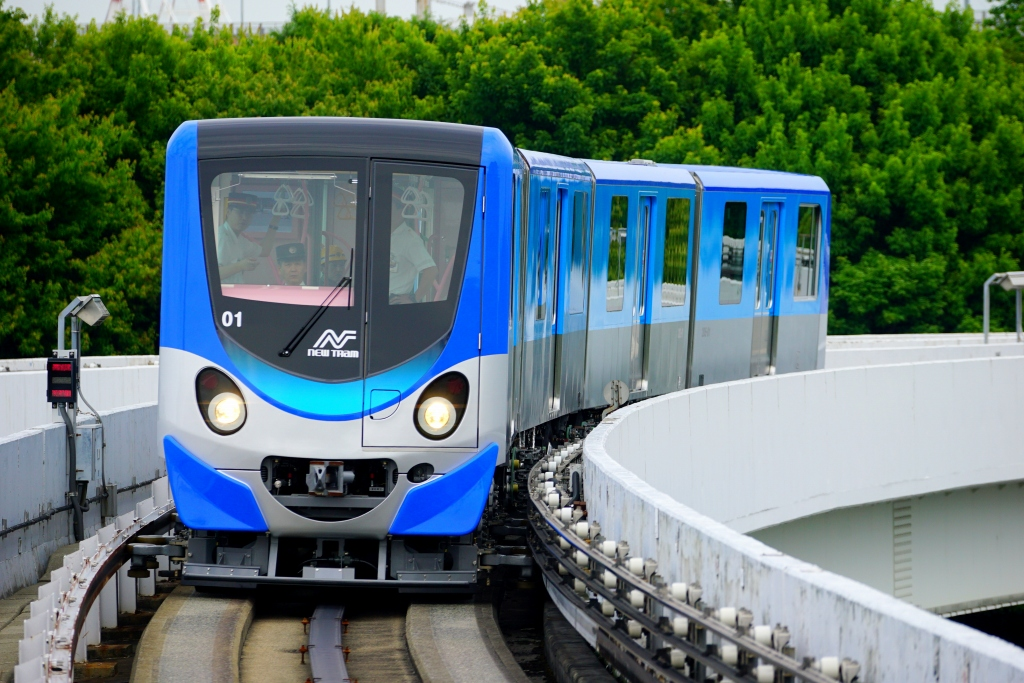
01編成「ブルーベリー」
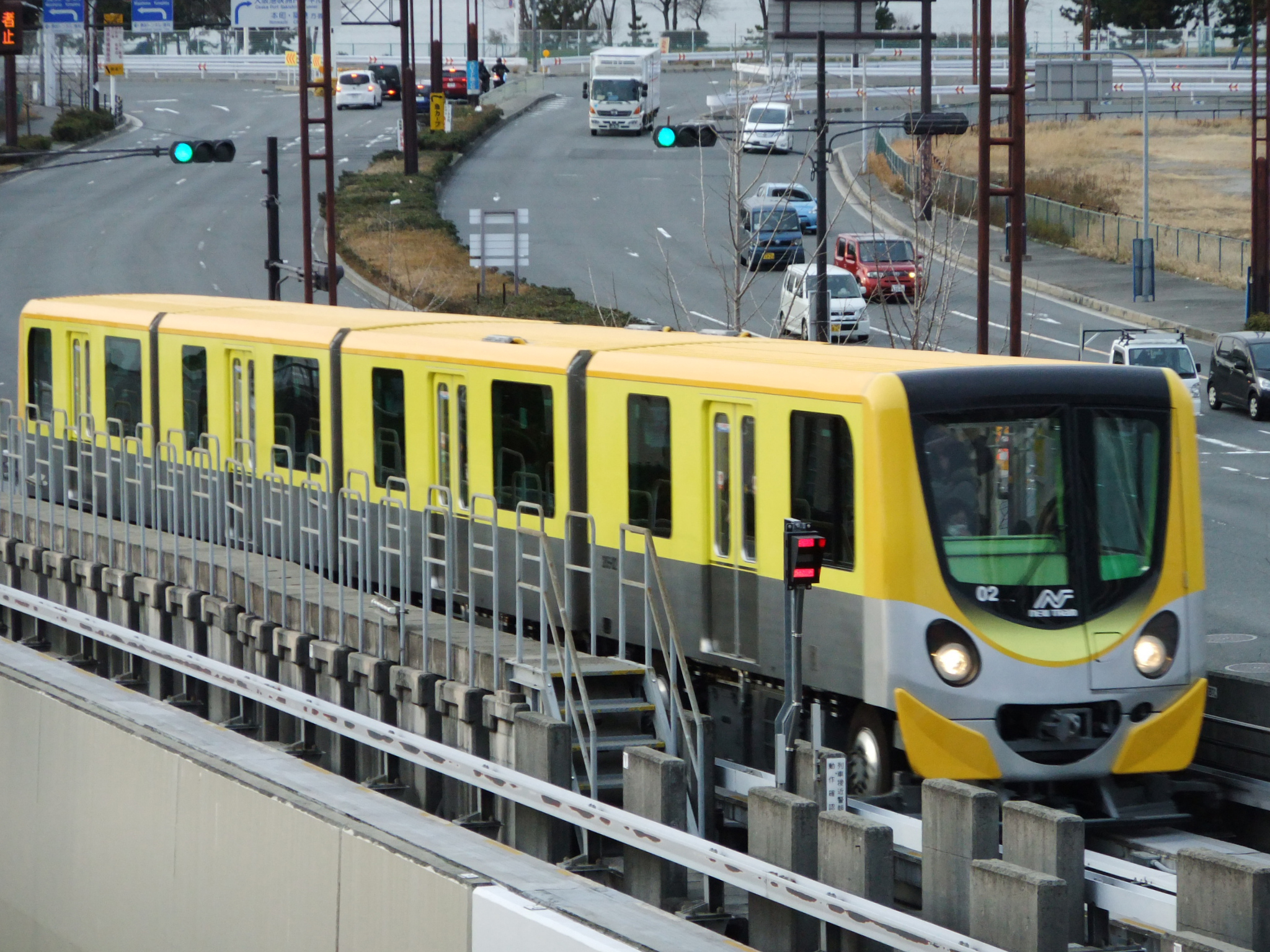
02編成「レモン」
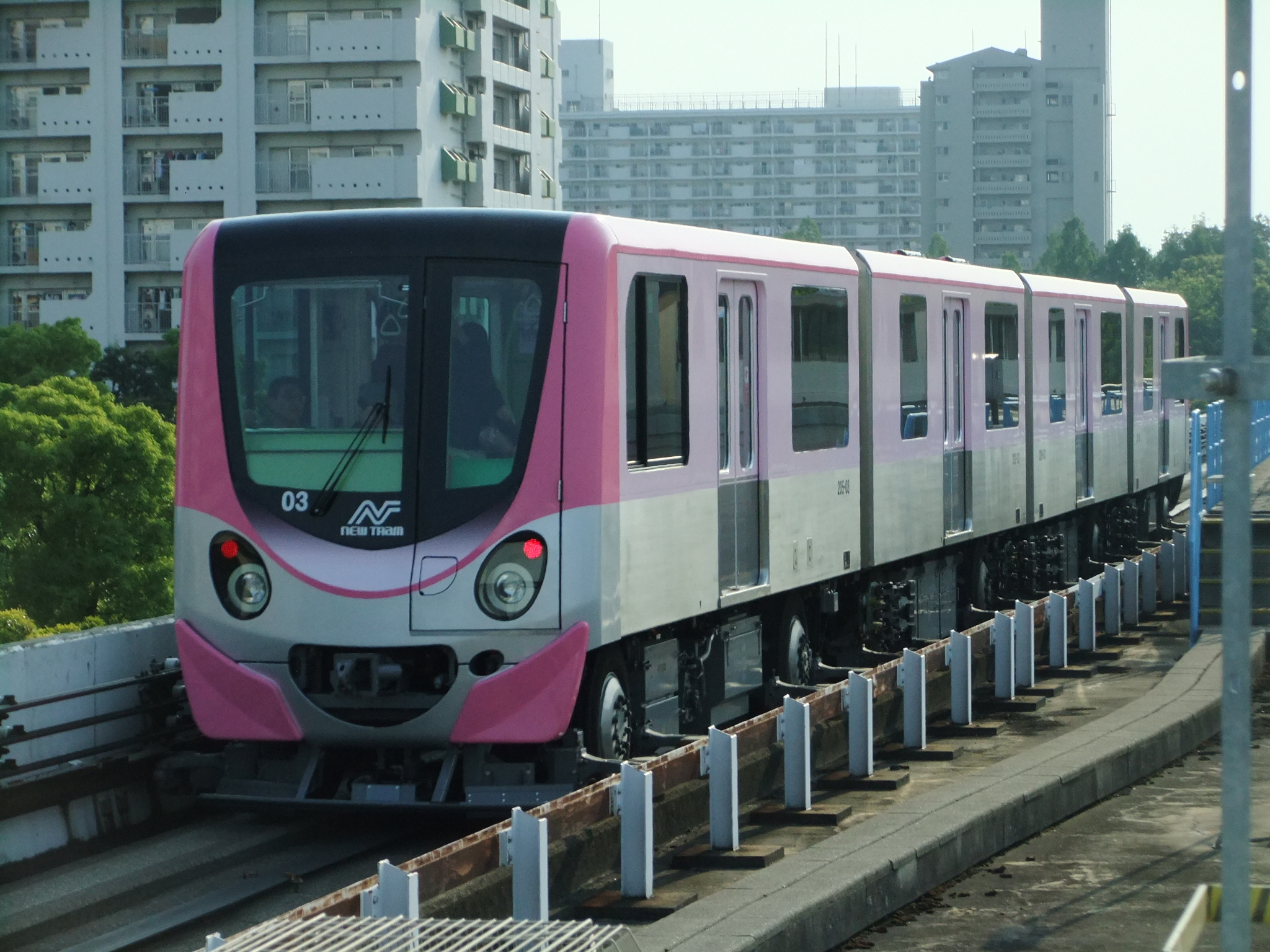
03編成「ピーチ」
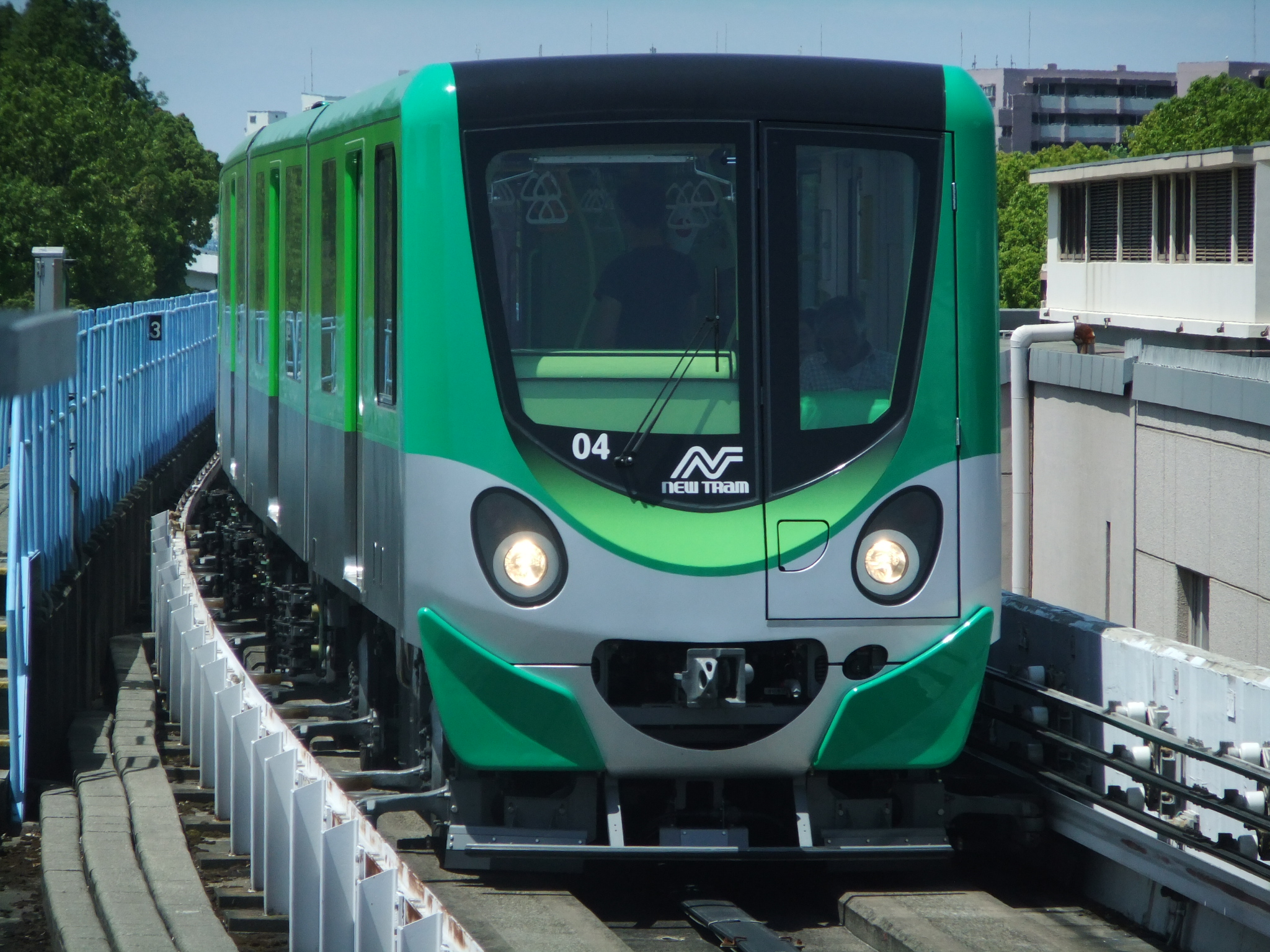
04編成「メロン」
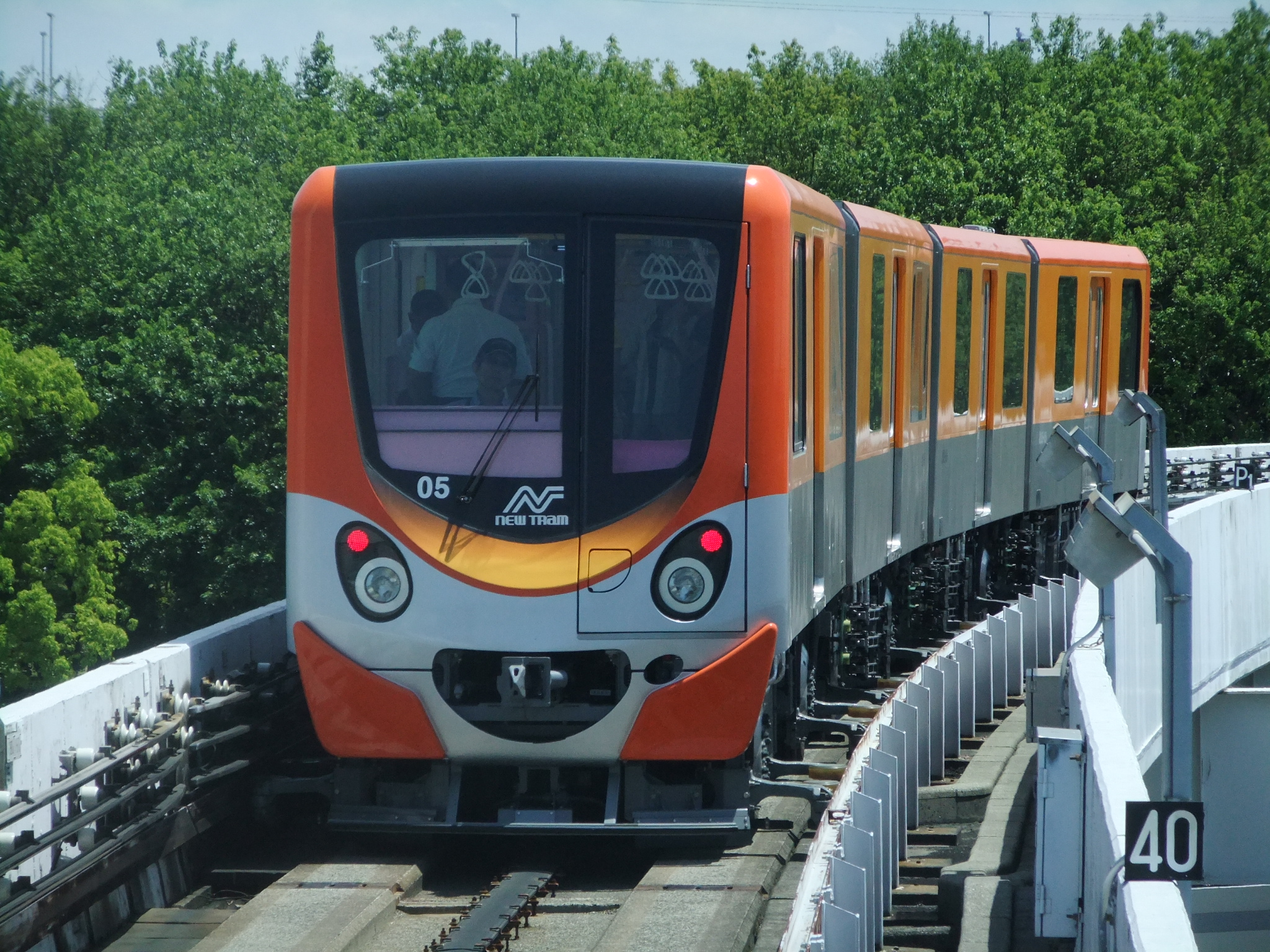
05編成「オレンジ」
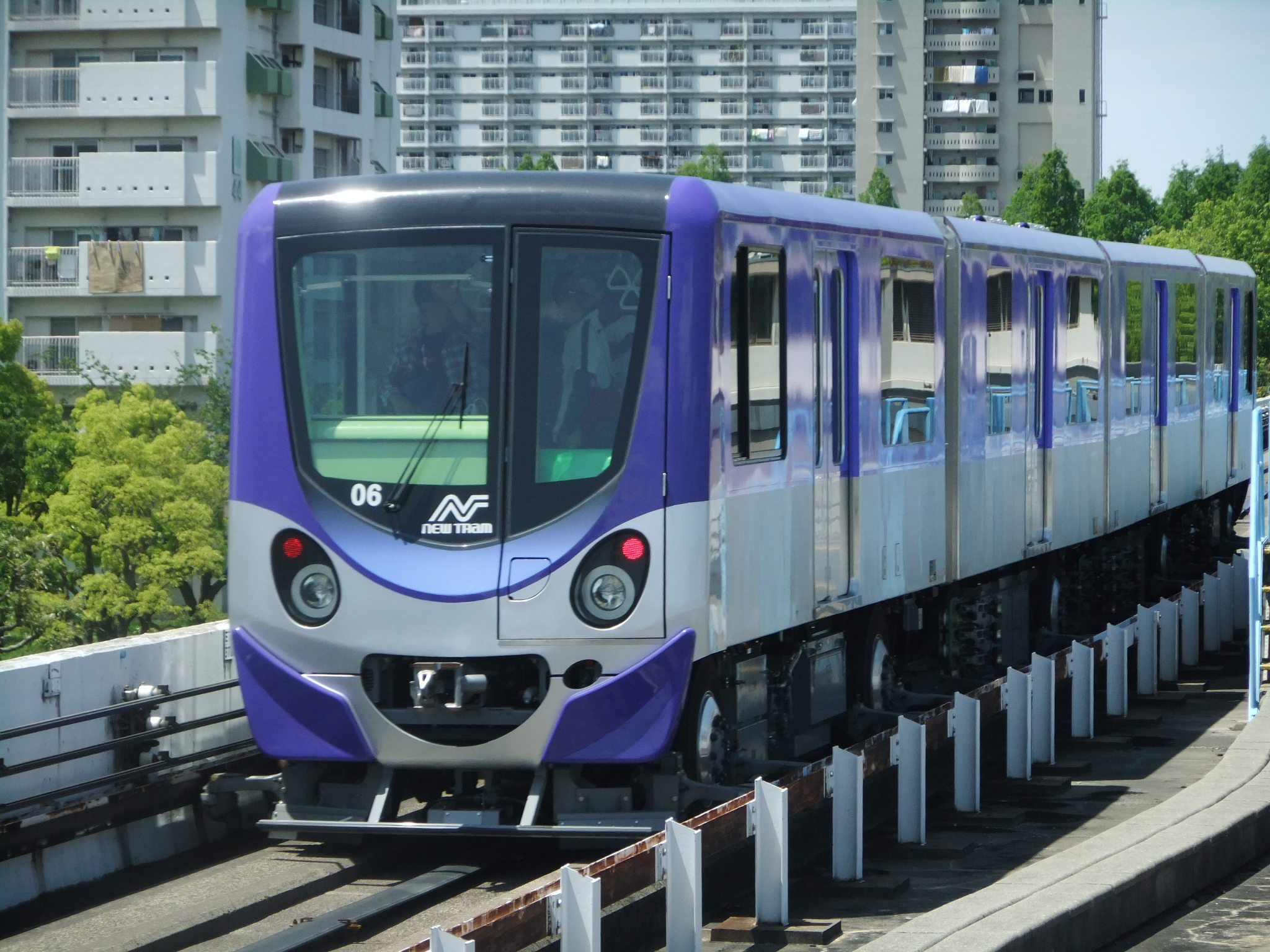
06編成「グレープ」
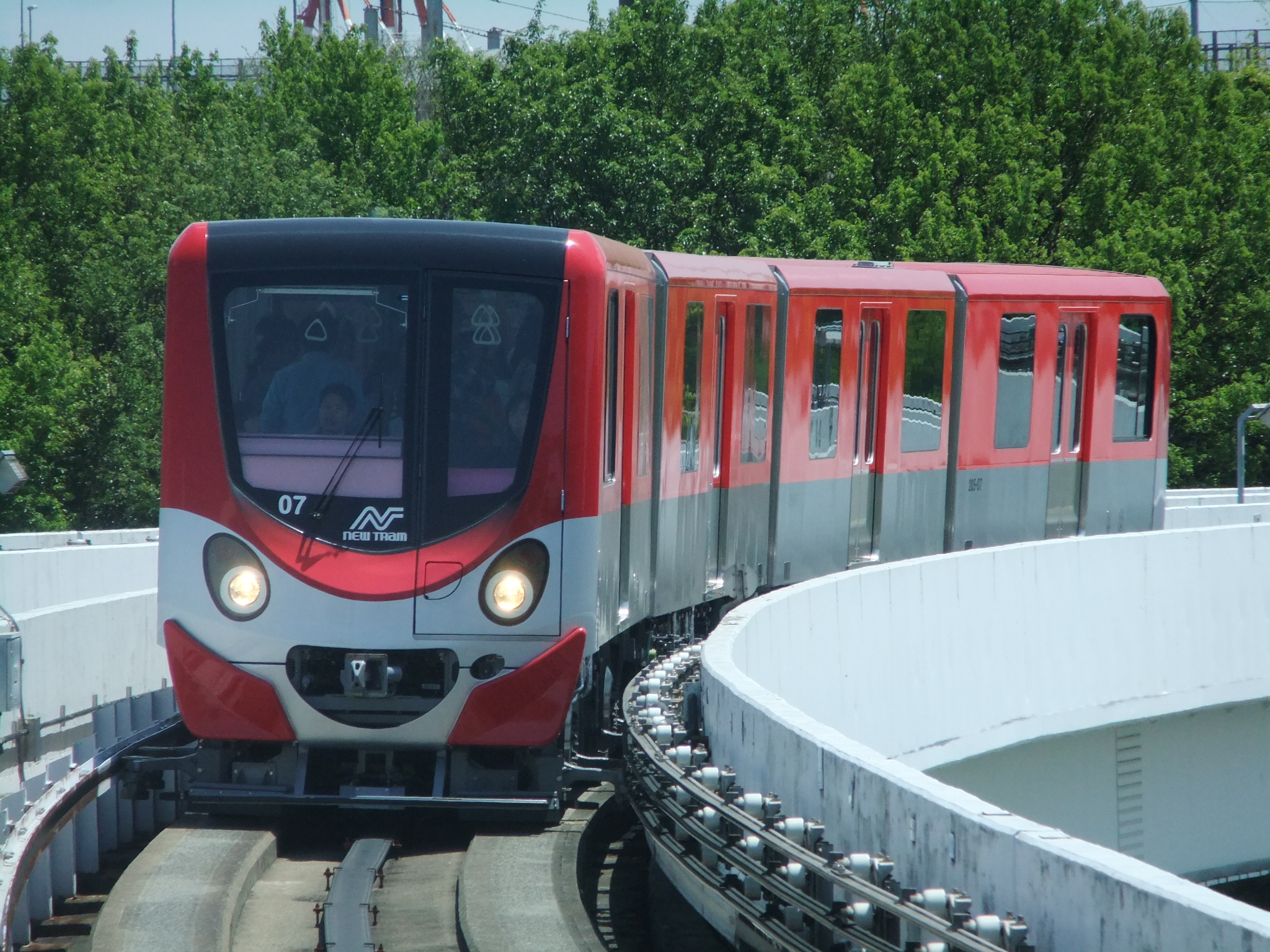
07編成「アップル」
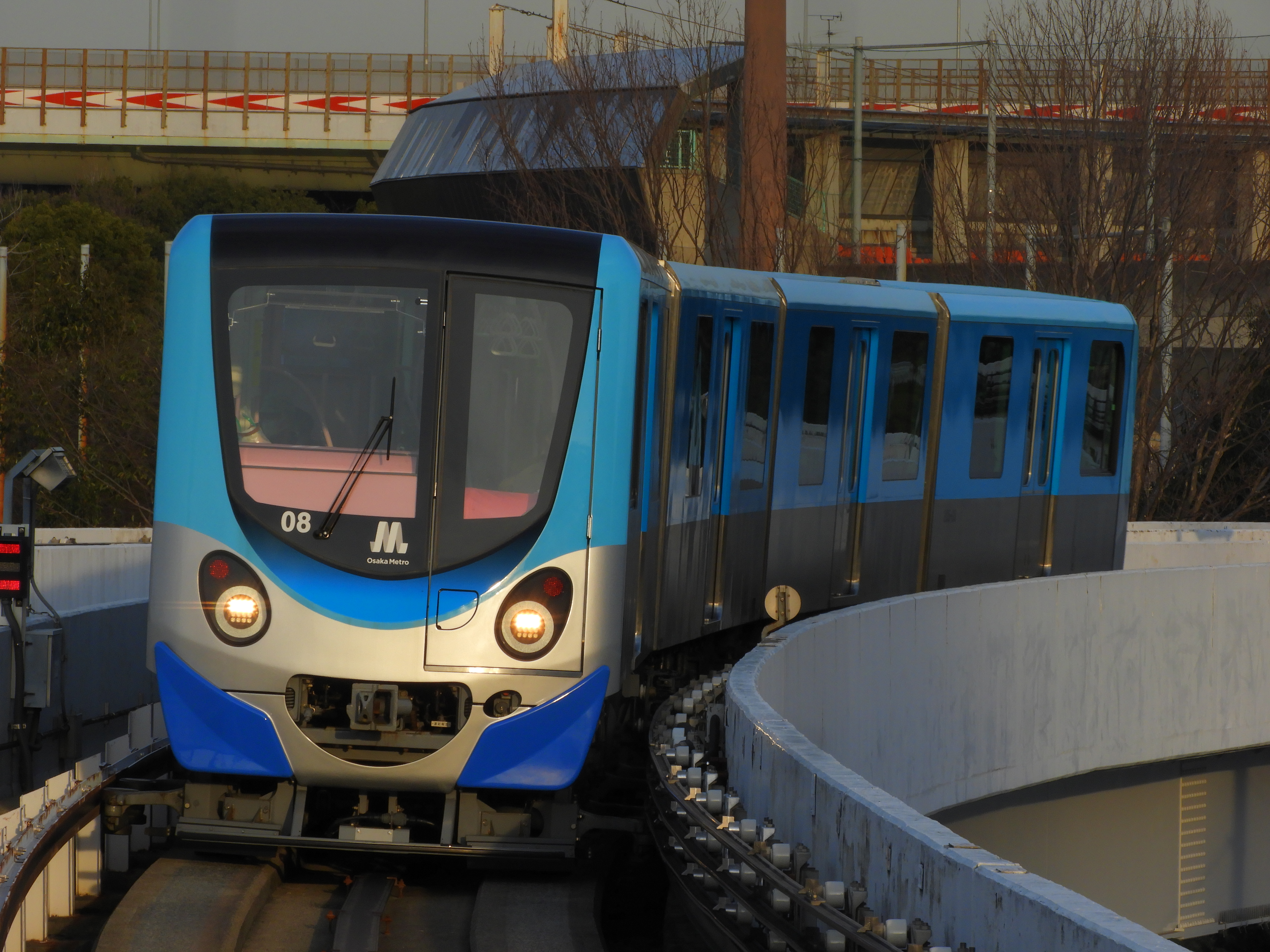
08編成「あじさい」
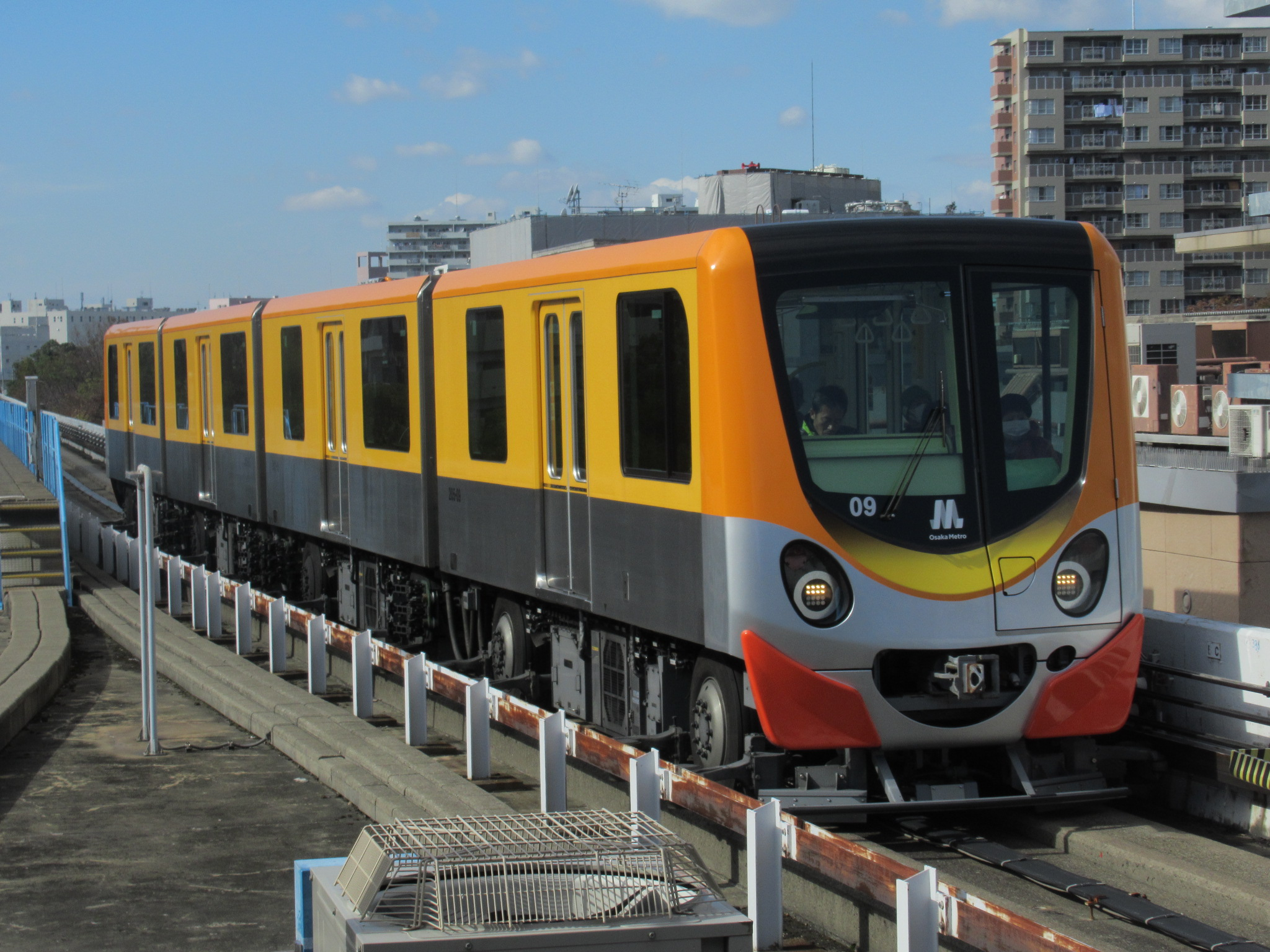
09編成「キンモクセイ」
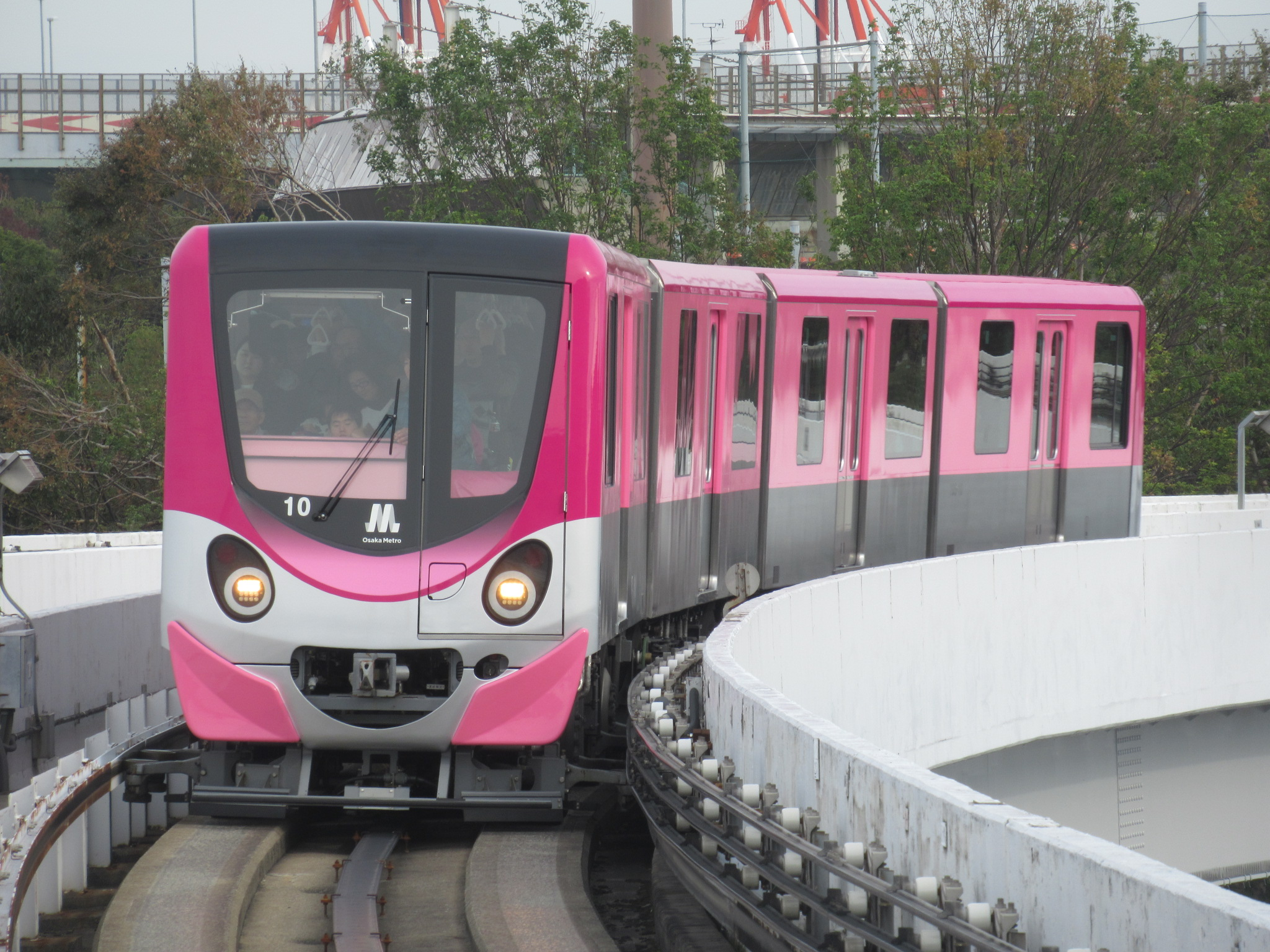
10編成「コスモス」
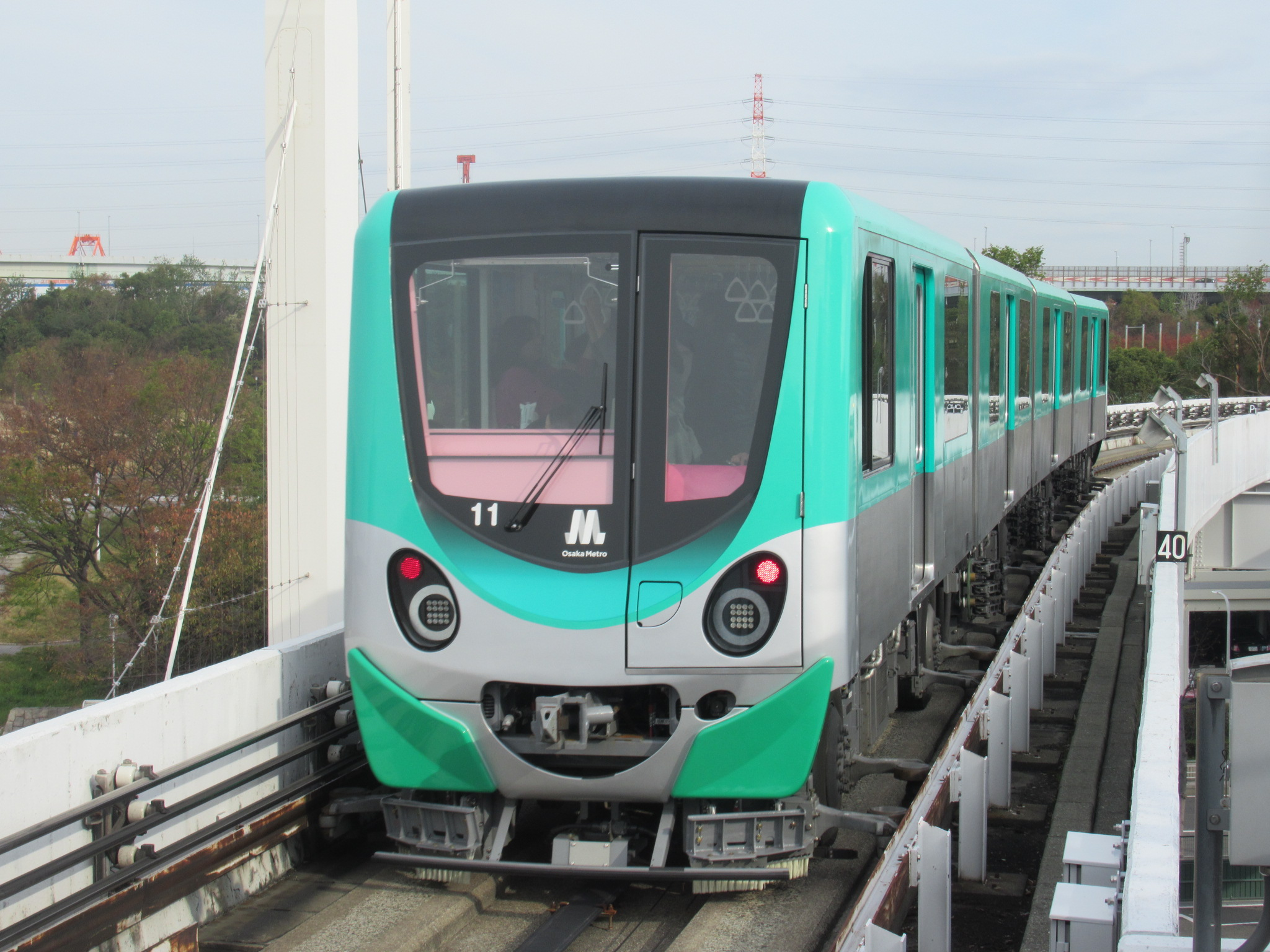
11編成「竹」
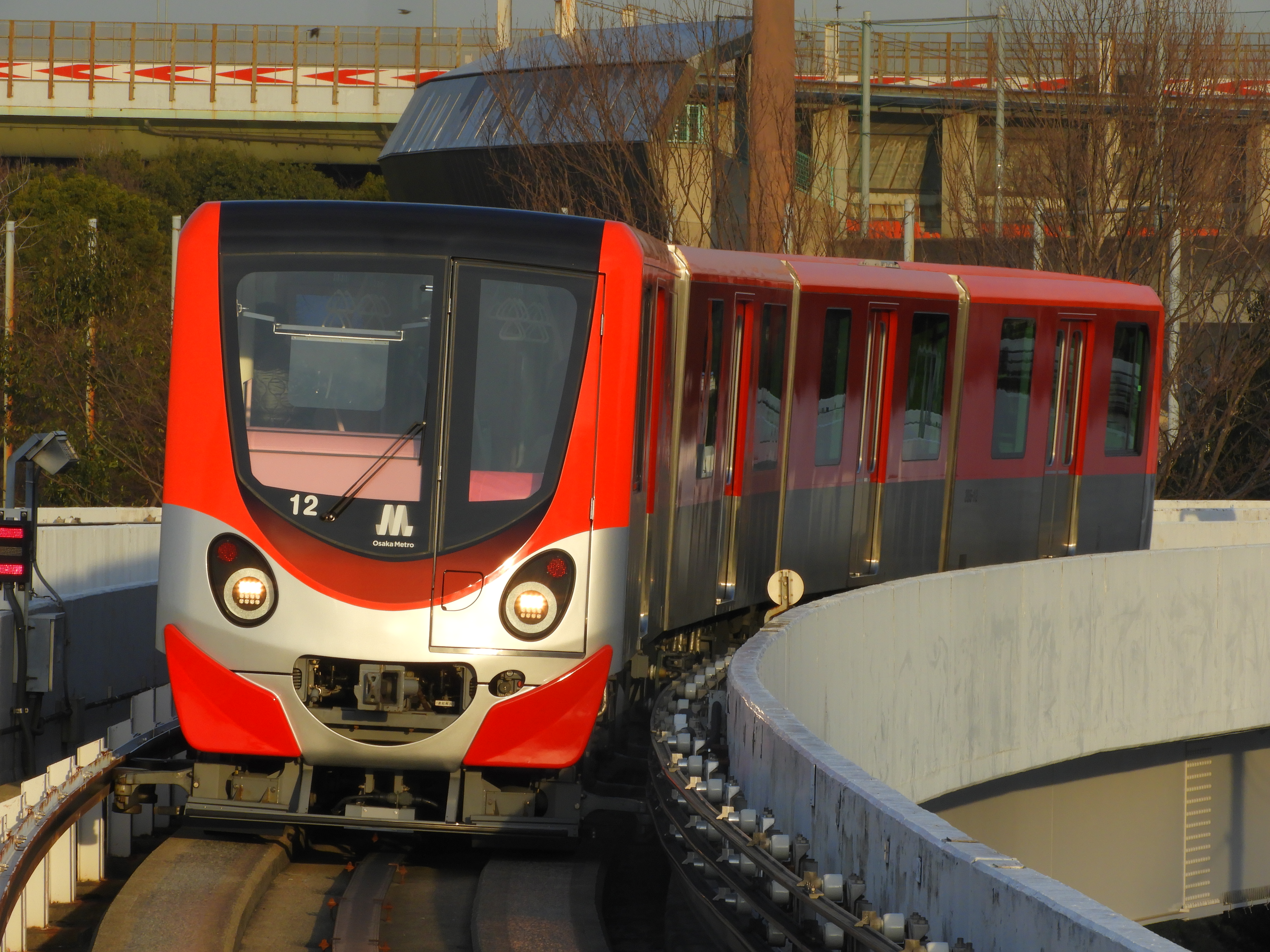
12編成「さざんか」
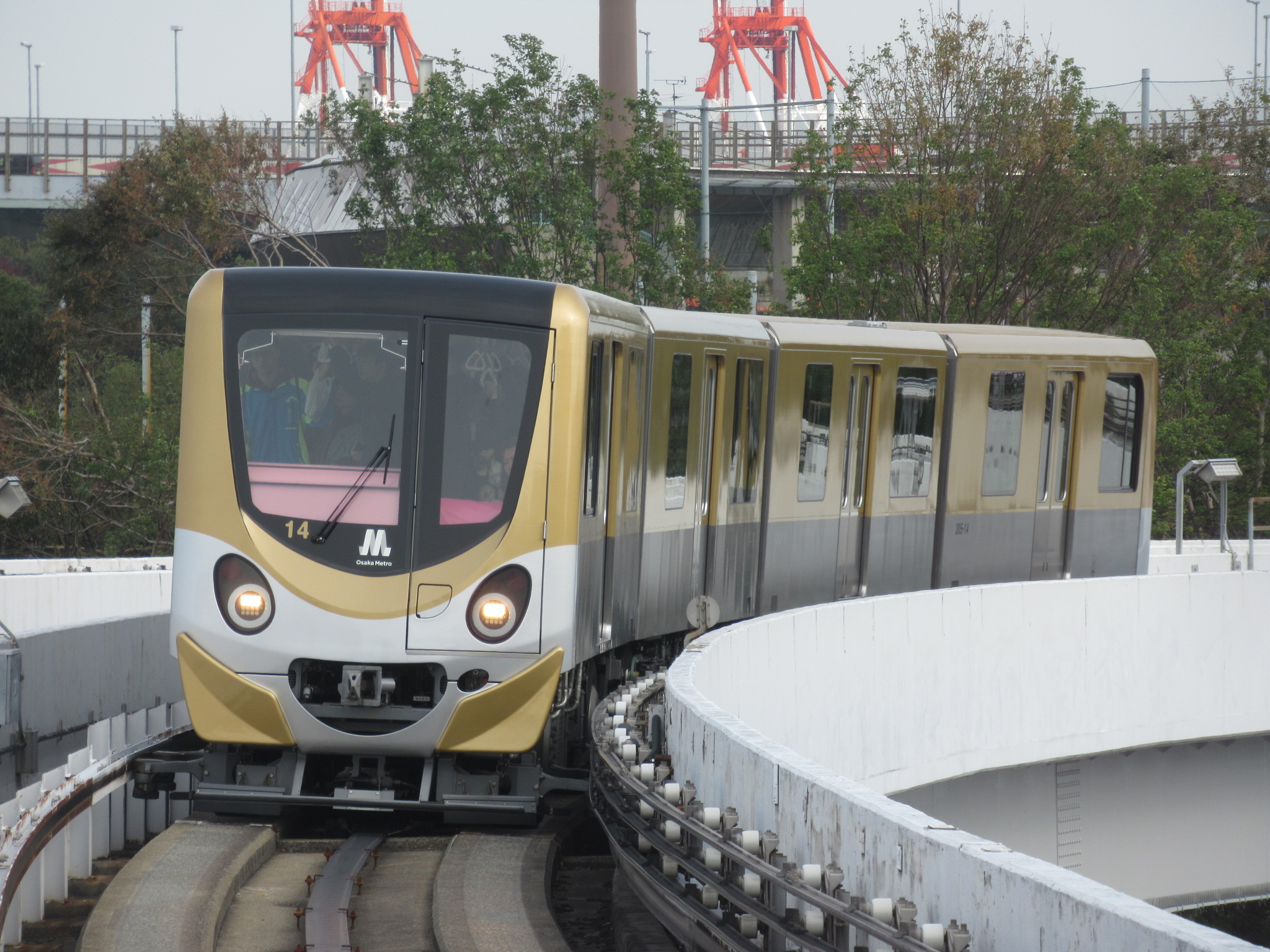
14編成「稲穂」
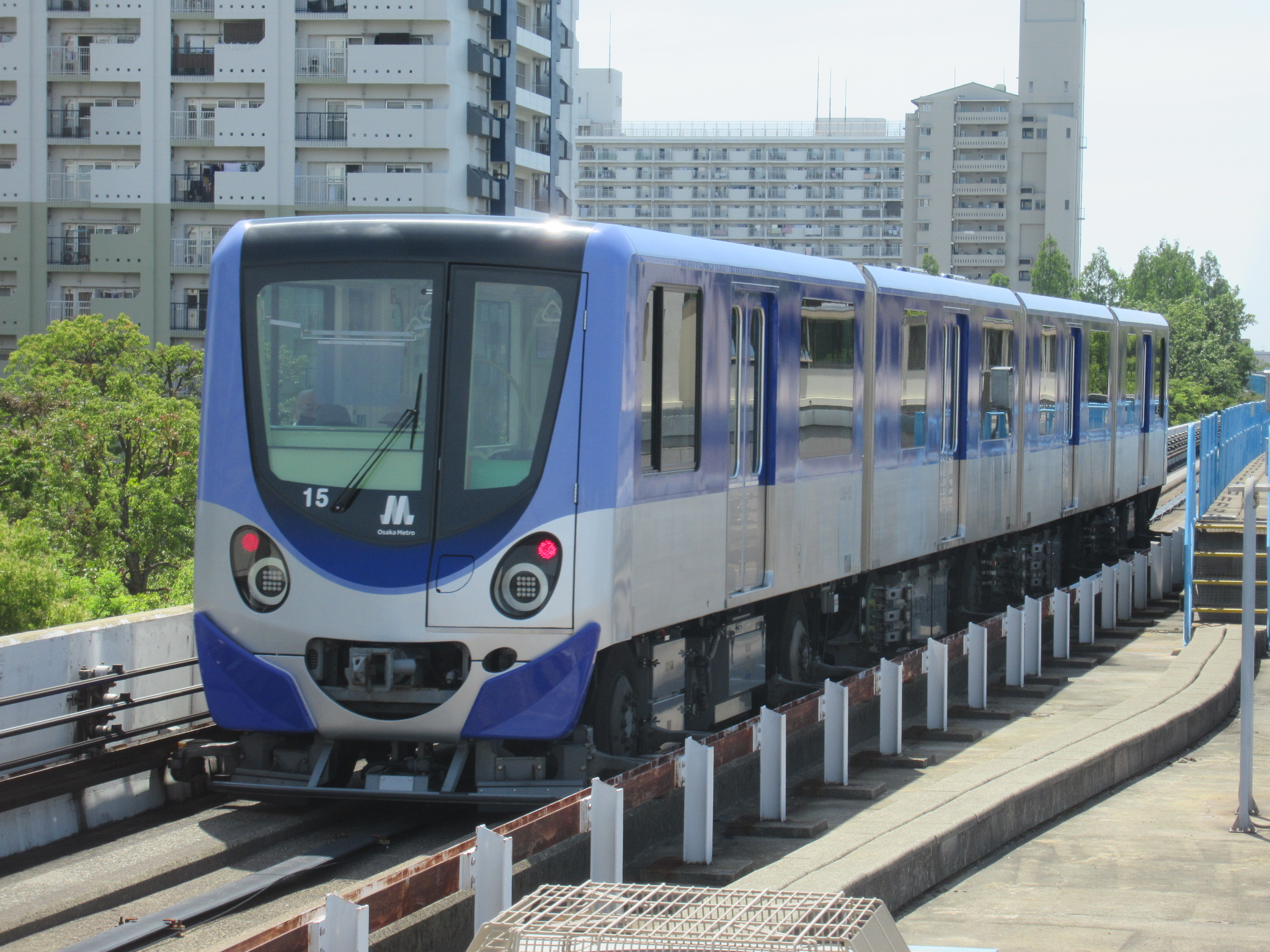
15編成「藤」
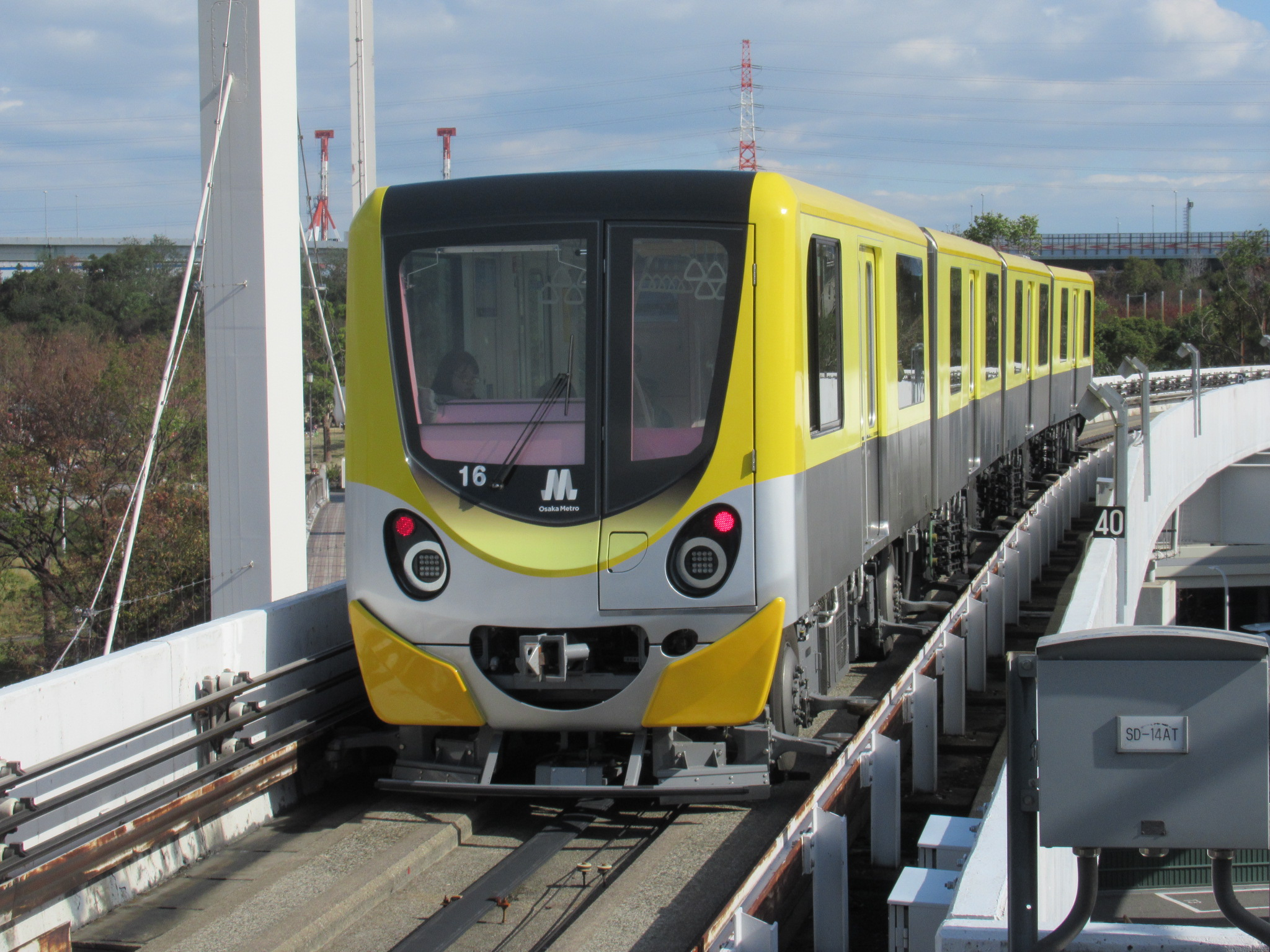
16編成「ひまわり」
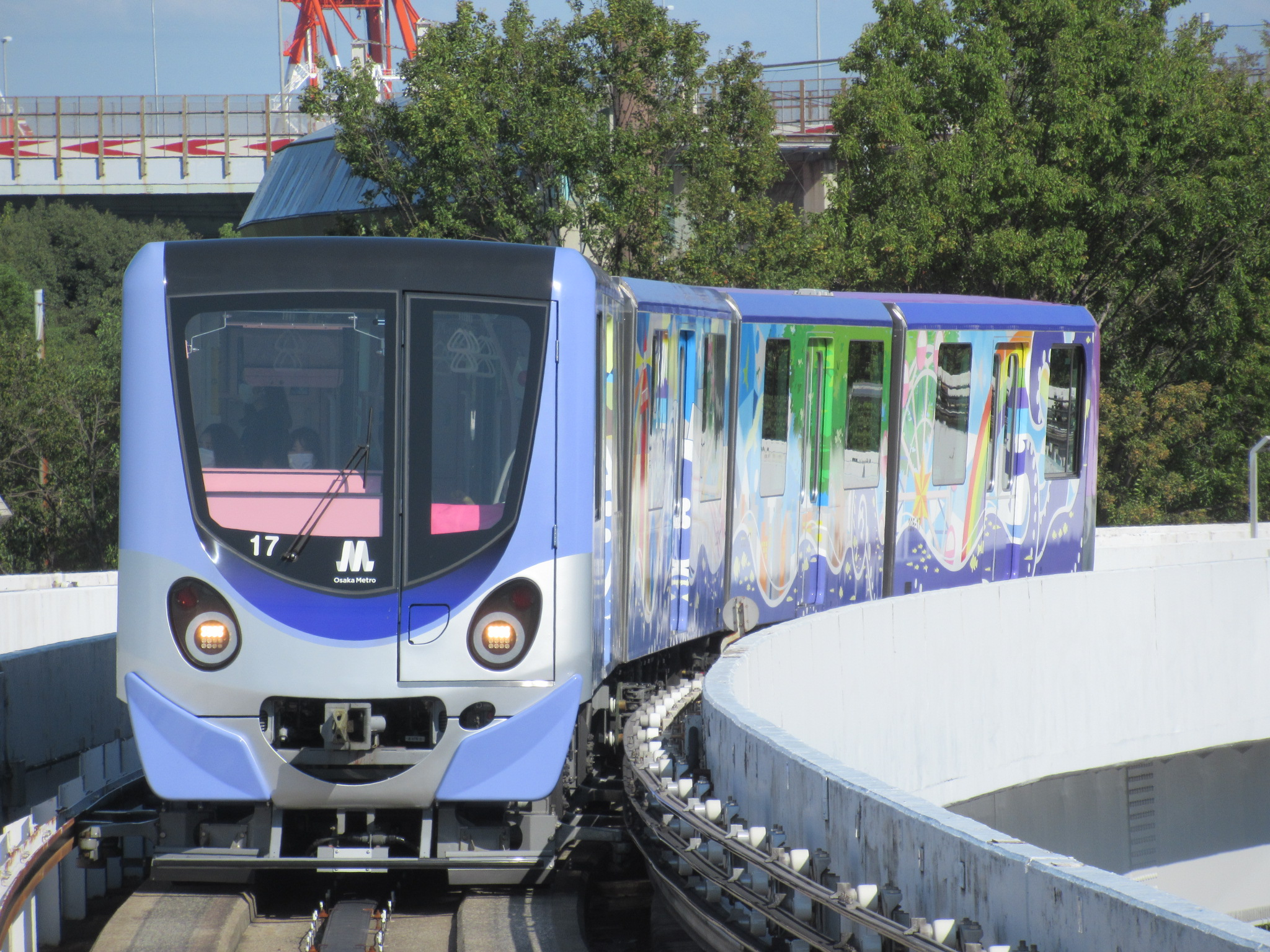
17編成「イラスト（タコ）」
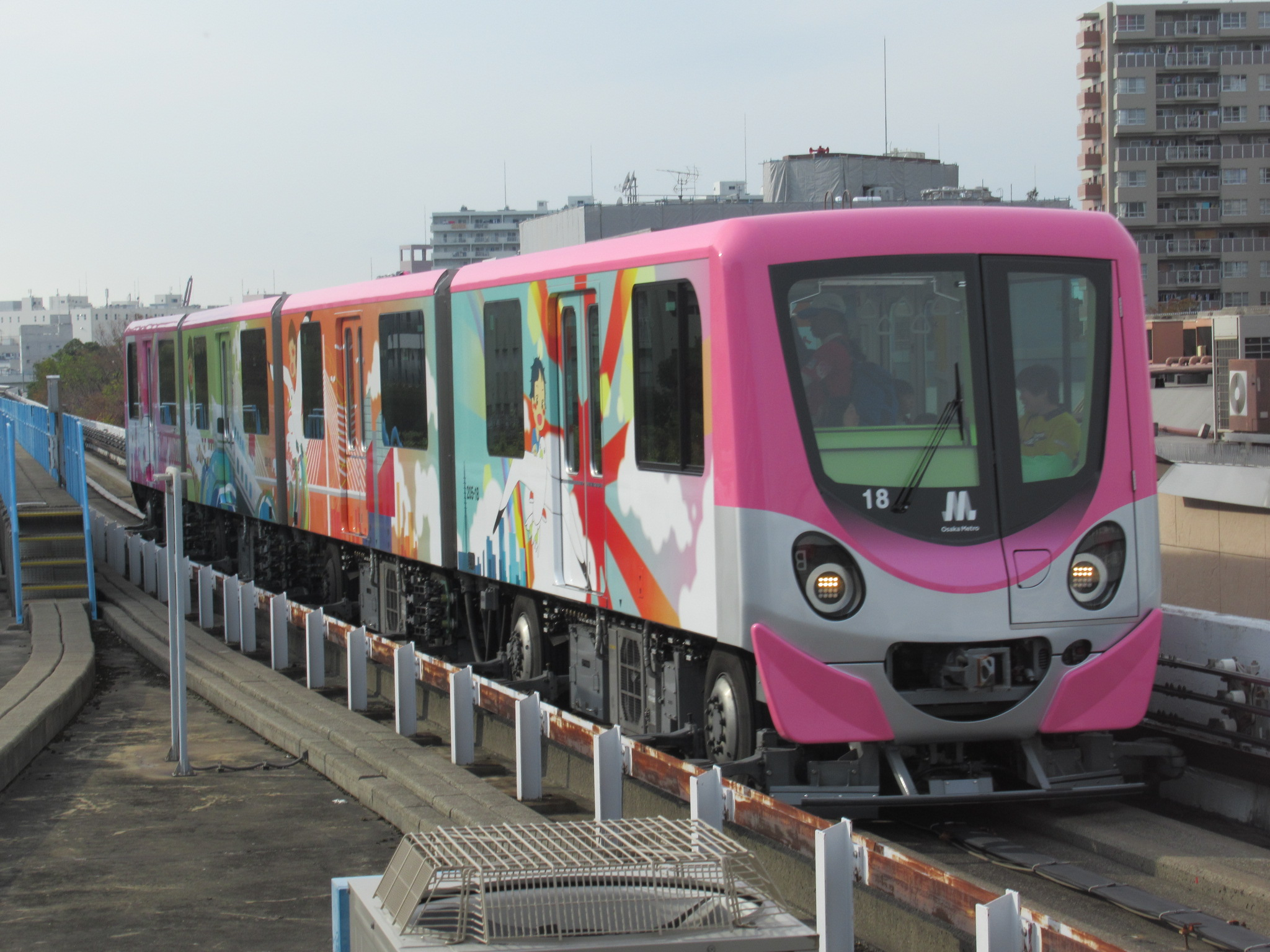
18編成「イラスト（子供）」
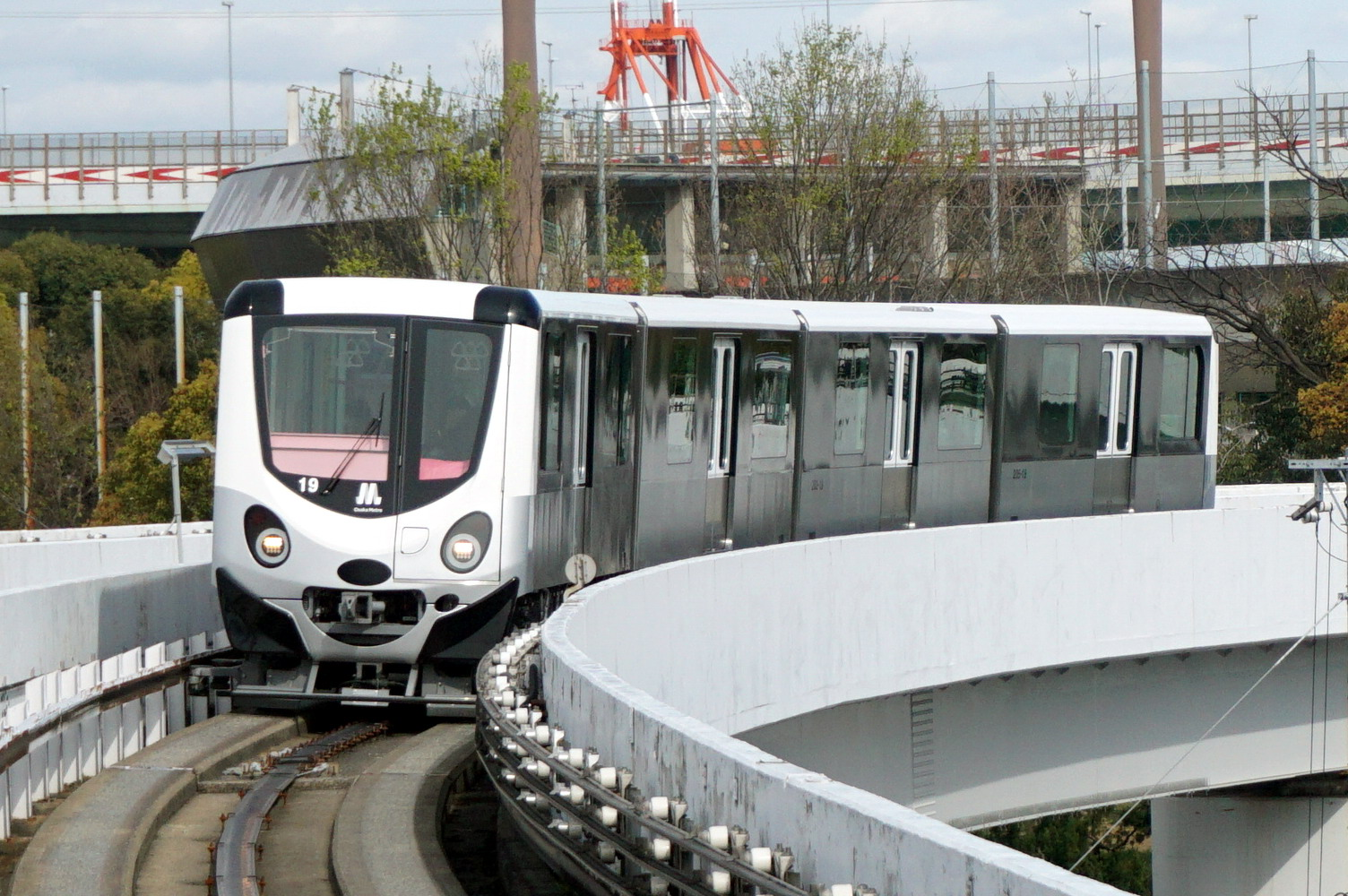
19編成「パンダ」
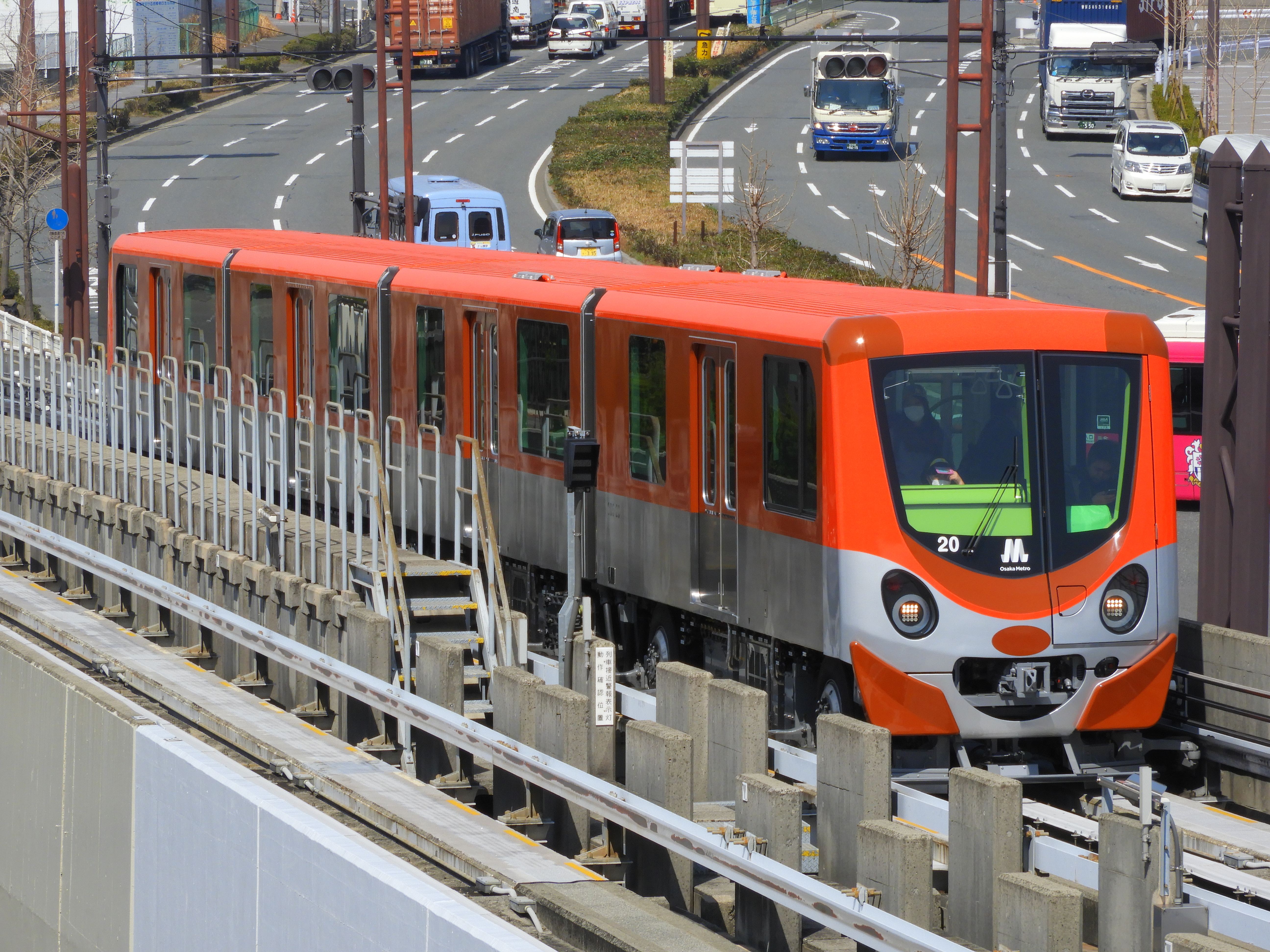
20編成「レッサーパンダ」
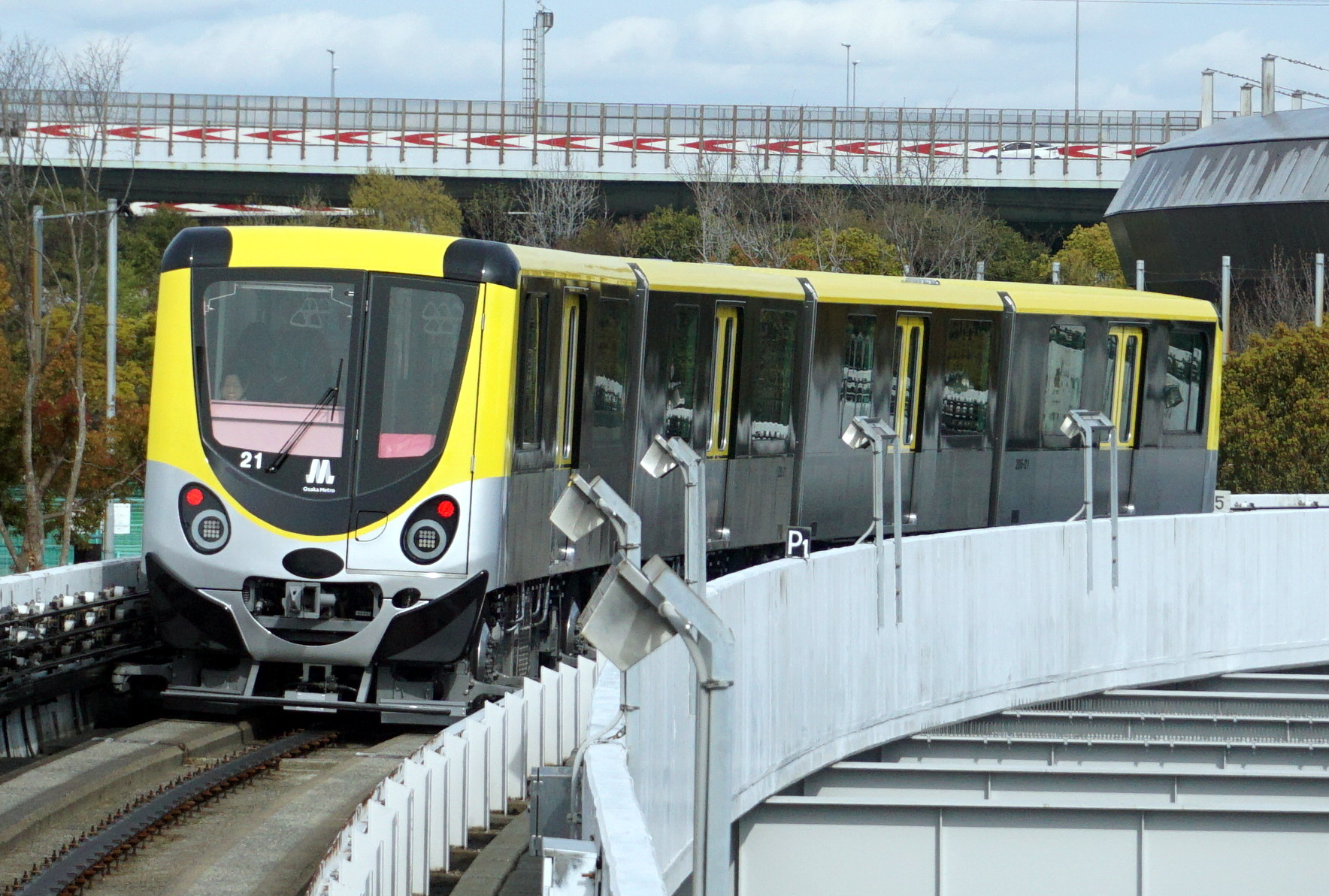
21編成「トラ」

## 走行機器

### 主電動機
型式 TDK6457-A。小形・軽量化を図った定格出力110kWの自己通風形の三相かご形誘導電動機で、車体装荷され駆動軸を介して台車内の差動歯車を駆動している。
主電動機内に侵入した水や塵を、外枠下部に設けたダクトと冷却ファンの排圧を利用して外部に自動排出する構造としたこと、軸受構造にグリース給油方式を採用し分解せずに給油を可能にしたこと、誘導電動機であることなどで保守の大幅な軽減が図れている。

### 制御装置
型式 RG6030-A-M。主回路用遮断器、主接触器、パワーユニット、直流フィルタコンデンサ（FC）、制御アンプ等を納めた装置である。パワーユニットは走行風自冷方式（冷媒に純水を使用したヒートパイプ冷却方式）で、大容量のIGBTを使用したコンバータとインバータを一体型構成とし、FCには乾式のフィルムコンデンサを採用することで、装置の小型・軽量化を図った。
制御アンプは、シーケンス制御部、ゲート制御、各種電源とインターフェイス回路を内蔵・一体化したユニットとして、機器構成を簡素化している。

### 補助電源装置
型式 S4314-G-M。バッテリを浮動充電しているDC100V、定電圧トランスを使用して定電圧化されたAC100V、定電圧化されない通常のトランスによるAC100Vの3種類の出力部から構成され、２両に１ユニットごとに一体箱にまとめられている。
- 直流出力部の回路方式はダイオードを使用した三相全波整流回路およびサイリスタで構成され、車両の蓄電池の充電および負荷への電力供給を行う。非安定交流出力部は単相トランスで，安定交流出力部は単相定電圧トランスで構成し、それぞれ交流負荷へ電力供給を行う。
- 直流DC100V出力部の制御にはICを採用し、蓄電池電圧に応じてサイリスタへのゲート信号の出力･停止を行うことで、出力電圧変動時においても、蓄電池の過充電や負荷への過大な電圧印加を防止している。泊車時に車両側接触器により蓄電池が切り離されるスリープモード中には、蓄電池電圧に関わらず電圧を出力する構成とした。
- 安定交流出力部は定電圧トランスにより、架線電圧が変動してもほぼ一定の電圧を出力することができる。